# Strachan Open
Strachan Open var en professionell rankingturnering i snooker som bara spelades en gång, år 1992, som en del av snookersäsongen 1991/1992. Följande säsong ersattes den av tre separata Minor Ranking Events under namnet Strachan Challenges. Dessa gav bara en tiondel av det normala poängantalet för rankingtävlingar, vilket innebar att många av de bästa spelarna inte brydde sig om att ställa upp.
Strachan Challenges spelades även följande säsong, men då helt utan rankingstatus.

## Vinnare
| År                                  | Vinnare                 | Motståndare             | Resultat                | Säsong                  |
| Strachan Open (ranking)             | Strachan Open (ranking) | Strachan Open (ranking) | Strachan Open (ranking) | Strachan Open (ranking) |
| ----------------------------------- | ----------------------- | ----------------------- | ----------------------- | ----------------------- |
| 1992                                | James Wattana           | John Parrott            | 9-5                     | 1991/92                 |
| Strachan Challenges (minor ranking) |                         |                         |                         |                         |
| 1992                                | Joe Swail               | Stefan Mazrocis         | 9-4                     | 1992/93                 |
| 1993                                | Troy Shaw               | Nigel Bond              | 9-4                     | 1992/93                 |
| 1993                                | Tony Drago              | Ken Doherty             | 9-7                     | 1992/93                 |
| Strachan Challenges (ej ranking)    |                         |                         |                         |                         |
| 1994                                | Anthony Hamilton        | Andy Hicks              | 9-4                     | 1993/94                 |
| 1994                                | Anthony Hamilton        | Paul Davies             | 9-4                     | 1993/94                 |